# 제독의 연인
《제독의 연인》(러시아어: Адмиралъ, Admiral, The Admiral)은 러시아 연방에서 제작된 안드레이 크라프추크 감독의 2008년 전쟁, 드라마 영화이다. 제1차 세계 대전 당시 러시아 제국 해군의 제독이자 군사 지도자였던 알렉산드르 콜차크에 대해 다룬 전기 영화이다.
콘스탄틴 카벤스키 등이 주연으로 출연하였고 드자닉 파이지예브 등이 제작에 참여하였다.
이 영화의 확장판은 10부작 TV 미니시리즈로 제작되었으며 2009년 채널 원을 통해 방영되었다.

## 출연

### 주연
- 콘스탄틴 카벤스키
- 엘리자베타 보야르스카야

### 조연
- 세르게이 베르주코프
- 블라디슬라프 베트로프
- 안나 코발추크
- 이고르 베로에프
- 리처드 보링제
- 올렉 포민